# Бајила (Арђеш)
Бајила (рум. Băila) насеље је у Румунији у округу Арђеш у општини Леордени. Oпштина се налази на надморској висини од 264 m.

## Становништво
Према подацима из 2002. године у насељу је живело 331 становника, од којих су сви румунске националности.